# دونالد دونر
دونالد دونر هو محامي وجندي ودبلوماسي وسياسي أسترالي، ولد في 7 أبريل 1910 في North Adelaide ‏ في أستراليا، وتوفي في 30 مارس 1981 في Barossa Valley ‏ في أستراليا. نشط حزبياً في الحزب الليبرالي الأسترالي. وقد انتخب Australian High Commissioner to the United Kingdom ‏ (1964 – 1972) وانتخب وزير الهجرة وصيانة الحدود الأسترالية ‏ (19 مارس 1958 – 18 ديسمبر 1963) وانتخب عضو مجلس النواب الأسترالي ‏ عن دائرة Division of Angas (1949–1977) ‏ (10 ديسمبر 1949 – 23 أبريل 1964).